# کوسوکه سوزوکی (بازیگر)
کوسوکه سوزوکی (انگلیسی: Kosuke Suzuki؛ زادهٔ ۲۹ نوامبر ۱۹۷۴) بازیگر اهل ژاپن است.
از فیلم‌ها یا برنامه‌های تلویزیونی که وی در آن نقش داشته‌است می‌توان به من این کار را نکردم اشاره کرد.